# Melbourne, Arkansas
Melbourne är administrativ huvudort i Izard County i Arkansas. Melbourne, som har varit countyhuvudort sedan 1875, är säte för Ozarka College.

## Kända personer från Melbourne
- Glen D. Johnson, politiker